# 임회군
임회군(臨淮郡)은 전한에서 설치한 중국의 옛 군이다.

## 전한
임회군의 설치는 강도국 폐지와 광릉국 설치와 관련이 있다. 강도국은 원래 동양군과 장군을 봉토로 삼는 나라인데 유건이 죄를 짓자 강도국을 폐하고 원수 3년(기원전 120년) 동양군의 이름을 광릉군으로 고쳤다가, 원수 6년(기원전 117년) 무제가 광릉군의 영역을 줄여서 일부만을 아들 유서에 주어 광릉왕으로 삼았다. 임회군은 나머지 광릉군의 영역에 패군의 일부 영역을 합쳐서 신설했다. 본래 광릉군은 화이허 강 동쪽만을 관할했는데 패군의 일부 영역이 들어오면서 임회군은 화이허 강의 양안에 관할 구역이 걸치게 되었다.
서주에 속했으며 원시 2년(2년)의 인구조사에 따르면 268,283호, 1,237,764명을 관할했다. 아래의 속현 목록은 《한서》지리지의 내용이다. 원연·수화 연간으로 여겨지며, 일반적으로 첫 현이 군국의 치소로 간주된다. 대략 지금의 장쑤성 쑤첸시, 화이안시, 옌청시, 타이저우시 일대며 여기에 쑤저우시 동부와 양저우시 서남부, 난징시의 일부도 포함된다.
| 현명   | 한자   | 대략적 위치                                | 비고                                                                            |
| ------ | ------ | ------------------------------------------ | ------------------------------------------------------------------------------- |
| 서현   | 徐縣   | 쑤첸시 쓰훙현 호태촌(胡台村) 일대          | 옛 나라로 영성이다. 춘추 시대에 서자 장우가 초나라에 멸망했다.                  |
| 취려현 | 取慮縣 | 쉬저우시 쑤이닝현 위와촌(魏洼村) 남부 일대 |                                                                                 |
| 회포현 | 淮浦縣 | 화이안시 롄수이현                          | 유수(游水)가 북으로 바다로 들어간다.                                            |
| 우이현 | 盱眙縣 | 화이안시 쉬이현 관탄진(官灘鎭) 일대        | 도위의 치소가 있다.                                                             |
| 구윤현 | 厹狁縣 | 쑤첸 시 남동                               |                                                                                 |
| 동현   | 僮縣   | 쑤저우시 쓰현 북동 송우촌(宋圩村) 일대     | 광형의 봉국인 악안향(樂安鄕)이 있었다.                                          |
| 사양현 | 射陽縣 | 양저우시 바오잉현 사양호진(陽湖鎭)         | 응소에 따르면 사수(射水)의 북쪽[陽]이다. 항전의 봉국이었다.                     |
| 개양현 | 開陽縣 | 모름                                       | 동해군의 개양현과는 다른 곳이다.                                                |
| 췌기현 | 贅其縣 | 화이안 시 쉬이 현 서남?                    | 여승의 봉국이었다.                                                              |
| 고산현 | 高山縣 | 화이안 시 쉬이 현 남?                      | 고산(高山)이 남동쪽에 있다.                                                     |
| 수릉현 | 睢陵縣 | 쑤첸시 쓰훙현 동남 훙쩌호 안?              |                                                                                 |
| 염독현 | 鹽瀆縣 | 옌청시                                     | 철관이 있다.                                                                    |
| 회음현 | 淮陰縣 | 화이안시 화이인구 마두진(馬頭鎭) 동 1리    | 한신의 봉국이었다.                                                              |
| 회릉현 | 淮陵縣 | 벙부시 밍광시 산동촌(山東村) 일대          |                                                                                 |
| 하상현 | 下相縣 | 쑤첸시 쑤청구 고성가도(古城街道)           | 응소에 따르면 상수가 패국에서 나오기에 '하'를 붙였다고 한다. 영이의 봉국이었다. |
| 부릉현 | 富陵縣 | 쑤첸시 훙쩌구 서북 훙쩌호 안               |                                                                                 |
| 동양현 | 東陽縣 | 화이안시 쉬이현 동양촌(東陽村)             |                                                                                 |
| 파정현 | 播旌縣 | 모름                                       |                                                                                 |
| 서평현 | 西平縣 | 모름                                       | 우정국의 봉국이다.                                                              |
| 고평현 | 高平縣 | 쑤첸시 쓰훙현 남동 성두향(城頭鄕) 일대     | 위상과 왕봉시의 봉국이다.                                                       |
| 개릉현 | 開陵縣 | 모름                                       | 건성후 오(建成侯 敖)와 성만의 봉국이다.                                         |
| 창양현 | 昌陽縣 | 모름                                       | 사수여왕의 아들 유패의 봉국(곧 사수국에서 편입된 지역)이다.                     |
| 광평현 | 廣平縣 | 모름                                       | 설구와 광릉효왕의 아들 유덕의 봉국(곧 광릉국에서 편입된 지역)이다.              |
| 난양현 | 蘭陽縣 | 모름                                       | 광릉효왕의 아들 유의의 봉국 난릉후국이다.                                       |
| 양평현 | 襄平縣 | 모름                                       | 기통과 광릉여왕의 아들 유미의 봉국(곧 광릉국에서 편입된 지역)이다.              |
| 해릉현 | 海陵縣 | 타이저우시 하이링구 해릉고성               | 강해회사(江海會祠)가 있다.                                                      |
| 여현   | 輿縣   | 양저우시 이정시 용하집(龍河集) 부근        |                                                                                 |
| 당읍현 | 堂邑縣 | 난징시 루허구 서북 신화촌(新華村) 일대     | 철관이 있다.                                                                    |
| 낙릉현 | 樂陵縣 | 모름                                       | 사고의 봉국이다.                                                                |

## 신나라
군의 이름을 회평(淮平)으로 고치고 다음 현의 이름을 바꿨다.
| 전한 | 신             |
| ---- | -------------- |
| 서   | 서조(徐調)     |
| 회포 | 회경(淮敬)     |
| 우이 | 무광(武匡)     |
| 구윤 | 병의(秉義)     |
| 동   | 성신(成信)     |
| 사양 | 임회정(臨淮亭) |
| 수릉 | 수륙(睢陸)     |
| 회음 | 가신(嘉信)     |
| 회릉 | 회륙(淮陸)     |
| 하상 | 종덕(從德)     |
| 부릉 | 삭로(𣝇虜)     |
| 서평 | 영취(永聚)     |
| 고평 | 성구(成丘)     |
| 개릉 | 성향(成鄕)     |
| 광평 | 평녕(平寧)     |
| 난양 | 건절(建節)     |
| 양평 | 상평(相平)     |
| 해릉 | 정간(亭間)     |
| 여   | 미덕(美德)     |

## 후한
39년(후한 광무제 건무 15년), 광무제의 아홉번째 아들인 유형(劉衡)이 임회회공(臨淮懷公)으로 임명되면서 임회국(臨淮國)으로 승격되었다. 72년(후한 명제 영평 15년) 명제의 여섯번째 아들인 유연(劉衍)이 하비혜왕(下邳惠王)으로 봉해지면서 임회군에서 하비국으로 승격되었다. 그 이후의 연혁은 하비군 문서를 참조할 것.

## 진
280년(서진 무제 태강 원년), 하비군에서 회수남부지방의 현들이 임회군으로 분리되면서 임회군이 다시 설치되었다. 서진대 임회군은 10현 10,000호를 거느렸다. 297년(진 혜제 원강 7년) 군의 일부지방이 회릉군으로 분리되었다. 영가의 난이후 회릉군과 함께 석륵의 후조가 점령했다. 그리고 서주가 경구(京口)일대에서 교치되면서 전장시, 창저우시일대로 교치되었다.
| 현명   | 한자   | 대략적 위치                                | 비고                                                                                           |
| ------ | ------ | ------------------------------------------ | ---------------------------------------------------------------------------------------------- |
| 우이현 | 盱眙縣 | 화이안시 쉬이현 관탄진(官灘鎭) 일대        | 진 안제시기 옛 우이현 지역에 우이군이 신설되었다.                                              |
| 동양현 | 東陽縣 | 화이안시 쉬이현 동양촌(東陽村)             |                                                                                                |
| 고산현 | 高山縣 | 화이안시 쉬이현 장항촌(長港村) 일대?       |                                                                                                |
| 췌기현 | 贅其縣 | 화이안시 쉬이현 하교진(河橋鎭) 서 일대?    |                                                                                                |
| 반정현 | 潘旌縣 |                                            |                                                                                                |
| 고우현 | 高郵縣 | 양저우시 가오유시                          |                                                                                                |
| 회릉현 | 淮陵縣 | 벙부시 밍광시 산동촌(山東村) 일대          |                                                                                                |
| 사오현 | 司吾縣 | 쉬저우시 신이시 남 마릉산진(馬陵山鎭) 일대 |                                                                                                |
| 하상현 | 下相縣 | 쑤첸시 쑤청구 고성가도(古城街道)           | 회릉군으로 분리되었다.                                                                         |
| 서현   | 徐縣   | 쑤첸시 쓰훙현 호태촌(胡台村) 일대          |                                                                                                |
| 당읍현 | 堂邑縣 | 난징시 루허구 서북 신화촌(新華村) 일대     | 《진서》 지리지에는 임회군의 속현으로 기록되어있지 않다. 그러나 297년경 당읍군으로 분리되었다. |